# 住野敏郎
住野 敏郎（すみの としお、1920年3月10日 - 2001年3月9日）は、日本の実業家。オートバックスの創業者。大阪府大阪市天王寺区出身。

## 経歴・人物
1938年に大阪城東商業高校を卒業し、同年に日本自動車に入社した。1948年に大阪市に富士商会を設立し、1958年にオートバックスセブンの前身である大豊産業を設立した。1974年に社員の反対を押し切って、大東市に日本で初めてカー用品専門店1号店をオープンした。
1978年に大豊産業をオートバックスセブンに変更し、店舗数は急速に拡大し、1989年には株式上場を果たした。1975年にフランチャイズ店の展開にも着手し、1990年には台湾にも出店し、海外にも積極的に展開した。1994年6月に社長の座を息子の住野公一に譲り、自身は会長に就任し、1997年6月までに務めた。
2001年3月9日心不全のために吹田市の病院で死去。80歳没。